# Museu de São Benedito do Rosário
O Museu de São Benedito do Rosário está localizado no interior da Igreja de Nossa Senhora do Rosário, em Vitória, no Espírito Santo, e reúne peças importantes da cultura e da religiosidade local.

## História
A Igreja de Nossa Senhora do Rosário é um templo católico localizado no centro histórico da cidade de Vitória, no estado do Espírito Santo. Sua construção foi iniciada em 1765 e para a edificação foi utilizada mão de obra escrava e foi posteriormente administrada pela Irmandade de Nossa Senhora do Rosário dos Pretos. Ali havia ainda a devoção a São Benedito, cuja imagem foi roubada do Convento de São Francisco, atual Cúria Metropolitana de Vitória, e levada para a Igreja de Nossa Senhora do Rosário pelos membros da Irmandade e devotos, onde permanece até hoje. Esse episódio foi o início dos conflitos travados entre os Peroás (os irmãos da igreja do Rosário) e Caramurus (os irmãos do Convento) e hoje fazem parte da história da Festa de São Benedito de Vitória.

As primeiras propostas para a criação de um museu de São Benedito na igreja teriam surgido ainda na década de 1980, mas foi apenas após uma restauração realizada pelo Iphan que os planos começaram a sair do papel:
foi encontrado um acervo numeroso e diversificado de bens móveis de natureza sacra que haviam sido deixados de lado ao longo dos anos por estarem quebrados ou sem uso, armazenados no espaço superior da igreja, esquecidos. Diante desse acervo, então, pensou-se em criar um museu simples, mas que pudesse divulgar a existência desse acervo e a memória plasmada nele, recuperando tais bens.
A ideia foi formalizada em 1996, em um convênio assinado entre Iphan e a Prefeitura Municipal de Vitória. A verba, entretanto, não eram suficiente para a conclusão dos trabalhos, e outros incentivos foram buscados posteriormente, em 1998 e em 2000. Em 2002, foi anunciado nos jornais que o Instituto do Patrimônio Histórico e Artístico Nacional (Iphan), em conjunto com a irmandade que administra a igreja, tinha organizado esse patrimônio da igreja na forma de um pequeno museu que resgata toda a história da igreja, peças sacras e antigas vestimentas utilizadas pela Irmandade de São Benedito.
No início de 2013, a igreja e o museu passaram por uma restauração organizada pelo Instituto Goia e aprovada pelo Iphan, sendo inaugurada seis meses depois.

## Patrimônio do Museu
Não há um levantamento que detalhe os bens pertencentes especificamente ao museu, pois seu acervo é entendido como parte da própria igreja. Foram identificados, entretanto, em pesquisa detalhada da historiadora Ana Motta, cerca de 40 bens que fazem parte da área do museu. Apesar de a maioria ser composta de imagens, há também partituras musicais da Filarmônica Rosariense e outros itens que a historiadora destaca:
A primeira entrada mencionada dá acesso à sala onde ficam expostas a reprodução da Procissão de São Benedito – com bonecos de arame, indumentária e estandarte –, duas pinturas – uma da Igreja de Nossa Senhora do Rosário em sua antiga estrutura, com destaque para os casarios baixos no pé do morro, a casa de leilão integral, o mastro e as palmeiras, datada de 92, e outra de São Benedito. A segunda entrada mencionada dá acesso à sala onde estão localizados quadros com fotos e retratos de bispos, papas, arcebispos e demais clérigos de destaque, um armário com louças utilizadas em jantares da irmandade, uma talha de cerâmica, oratórios em madeira de diversos tipos, uma espécie de arca de metal com o que pareceram ser documentos em papel e medalhas, mas devido à grande sujidade do vidro, não conseguimos identificar. Há também o antigo órgão utilizado nas missas e festividades da igreja, mas que hoje se encontra desativado, pois o espaço das teclas foi destruído por cupins. Na sala seguinte há os tocheiros utilizados na procissão, o andor original de São Benedito, o andor de Nossa Senhora, duas indumentárias, móveis e Palio (palium); na parede há também um pequeno quadro de prospecção que deixa à mostra a pintura parietal original. A outra sala, a menor das quatro, hoje possui apenas um altar de madeira, mas antes era a reprodução do altar na missa, com cálices, castiçais e demais paramentos utilizados durante uma cerimônia. Essa sala dá acesso à sala da Procissão, já descrita acima.
Assim, o acervo, que em partes encontra-se em situação de difícil preservação, vai além da representação da religiosidade da capital, representando também aspectos culturais e sociais da região.